# Benjamin Guillard
Pour les articles homonymes, voir Guillard.
Benjamin Guillard est un acteur et metteur en scène français.

## Biographie
Benjamin Guillard entre au Conservatoire national supérieur d’art dramatique et a notamment pour professeur Philippe Adrien, Gérard Desarthe et Muriel Mayette.
Parallèlement à sa carrière de comédien, Benjamin Guillard met en scène François Morel (La fin du monde est pour dimanche, nommé aux Molières 2014), Olivier Saladin (Ancien malade des hôpitaux de Paris, nommé aux Molières 2016), Olivier Broche (Moi et François Mitterrand), 
Emmanuel Noblet (Réparer les vivants, Molière seul(e) en scène 2017), Raphaël Personnaz  (Vous n'aurez pas ma haine, Molière seul(e) en scène 2018,,
), Pierre Palmade (Aimez-moi), Claire Chazal (Tous les hommes désirent naturellement savoir) et Didier Bourdon et Audrey Fleurot dans Jo en 2019.
Benjamin Guillard est également le réalisateur de trois courts-métrages.

## Filmographie

### Acteur
- 2008 : Le crime est notre affaire  de Pascal Thomas
- 2011 : Chez Maupassant, épisode  Une partie de campagne de Jean-Daniel Verhaeghe
- 2012 : Qu'est-ce qu'on va faire de toi ? de Jean-Daniel Verhaeghe, téléfilm
- 2012 : Merlin, mini-série de Stéphane Kappes
- 2019 : Têtard, série, Canal +
- 2020 : La belle époque de Nicolas Bedos
- 2021 : Maria rêve de Lauriane Escaffre et Yvonnick Muller
- 2024 : L'Esprit Coubertin de Jérémie Sein

### Réalisateur et scénariste
- 2008 : Looking for Steven Spielberg, court-métrage
- 2012 : Véhicule école, court-métrage
- 2016 : L'avenir est à nous, court-métrage

### Doublage
- 2025 : Stick (en) : ? (?) (saison 1, épisode 6)

## Théâtre

### Comédien
- 2003 : Parole du jour J de Jean-Pierre Guéno, mise en scène Didier Long, Festival de Grignan
- 2004-2006 : Yvonne, princesse de Bourgogne de Witold Gombrowicz, mise en scène Philippe Adrien, Théâtre de la Tempête, tournée
- 2006-2007 : L’Avare de Molière, mise en scène Alain Gautré, Théâtre de la Tempête, tournée
- 2007 : Meurtres de la princesse juive de Armando Llamas, mise en scène Philippe Adrien, Théâtre de la Tempête
- 2009-2011 : Fantasio de Musset, mise en scène Julia Vidit, Centre dramatique national de Thionville-Lorraine, tournée
- 2011 : L’Hymne à l’Amour de et mise en scène Juliette de Chanarcé, MC93 Bobigny
- 2012-2014 : Paroles gelées d’après Rabelais, mise en scène Jean Bellorini, Théâtre Gérard-Philipe, tournée
- 2014-2015 : L'Affaire de la rue de Lourcine  d’Eugène Labiche, mise en scène Yann Dacosta, Théâtre de l'Ouest parisien, tournée
- 2021-2022 : Le Discours d’après le roman de Fabrice Caro, mise en scène Emmanuel Noblet, Festival d’Avignon et tournée

### Metteur en scène
- 2008 : Les Compliments de et avec de François Morel, Théâtre de La Ciotat
- 2009 : La Nuit Satie, avec François Morel, Cité de la musique
- 2010 :  Salut à Jean Ferrat avec Francesca Solleville et François Marthouret. Théâtre 71 Malakoff
- 2012: La fin du monde est pour Dimanche de et avec François Morel. Théâtre de la Pépinière, Théâtre du Rond point et tournée.
- 2013 : Ancien malade des hôpitaux de Paris de Daniel Pennac, avec Olivier Saladin, Théâtre de l'Atelier
- 2016 : Réparer les vivants d'après Maylis de Kerangal, direction d’acteur et collaboration à la mise en scène avec Emmanuel Noblet, centre dramatique national de Normandie-Rouen
- 2016 : Moi et François Mitterrand d’Hervé Le Tellier, Théâtre du Rond-Point, Théâtre de la Pépinière
- 2017 : Vous n'aurez pas ma haine de Antoine Leiris, adaptation de Benjamin Guillard, Théâtre du Rond-Point, tournée
- 2017 : Pierre Palmade. Aimez-moi de Pierre Palmade, Théâtre du Rond-Point, tournée
- 2019 : Tous les hommes désirent naturellement savoir de Nina Bouraoui avec Claire Chazal, festival Les Emancipéés de Vannes
- 2021 : La métamorphose des cigognes de et avec Marc Arnaud, Théâtre du Train bleu, Théâtre de la Scala
- 2021 : Lettres à Anne d’après la correspondance de François Mitterrand, Théâtre du Rond point et tournée

## Distinctions

### Récompenses
- Festival international du film de Saint-Jean-de-Luz 2013 : Prix du jury pour Véhicule école[10]
- International short film festival Berlin : Prix du jury pour Véhicule école
- Festival du court métrage d'humour de Meudon 2016 : Prix du jury, Prix du public, Prix de la jeunesse pour L'Avenir est à nous[11]
- Molières 2017 : Molière seul(e) en scène pour Emmanuel Noblet dans Réparer les vivants
- Molières 2018 : Molière seul(e) en scène pour Raphaël Personnaz dans Vous n'aurez pas ma haine
- Molières 2022 : Molière seul(e) en scène pour Marc Arnaud dans La Métamorphose des Cigognes

### Nominations
- Molières 2014 : Molière seul(e) en scène pour François Morel dans La fin du monde est pour dimanche
- Molières 2016 : : Molière seul(e) en scène pour Olivier Saladin dans Ancien malade des hôpitaux de Paris